# Neocossyphus
Neocossyphus is een geslacht van vogels uit de familie van de lijsters (Turdidae). De wetenschappelijke naam van het geslacht is voor het eerst geldig gepubliceerd in 1884 door Gustav Fischer.

## Soorten
De volgende soorten zijn bij het geslacht ingedeeld:
- Neocossyphus poensis – Witstaartlijster
- Neocossyphus rufus – Roodstaartlijster